# لغة مصدر
اللغة المصدر في الترجمة هي اللغة التي يتم الترجمة منها، وهي بذلك نقيض اللغة الهدف التي يتم الترجمة إليها. وتُعزى بعض صعوبات الترجمة إلى الفجوة القاموسيَّة والفروق النحويَّة بين اللغة المصدر واللغة الهدف، ولا سيَّما إن كانَت الترجمة بين لغتين تنتميان لعائلات لغوية مختلفة.
وتُعرَف اللغة المصدر أيضًا -بمعظم السياقات المهنية- باللغة الثانية للمترجم.
الترجمة العكسية هي العملية التي تُجرى على نصٍ تُرجِمَ من اللغة المصدر إلى اللغة الهدف، ليقوم مُتَرجِمٌ ثانِ بترجمة الترجمة مرةً أخرى إلى اللغة المصدر، ثُمَّ يتم المقارنة بين نصيّ اللغة المصدر أي: النص الأصلي والترجمة العكسية.